# Jakob Alexander Sundberg
Jakob Alexander Sundberg (Kopenhagen, 1 oktober 1989) is een Deens voetbalscheidsrechter. Hij is in dienst van FIFA en UEFA sinds 2021. Ook leidt hij sinds 2019 wedstrijden in de Superligaen.
Op 28 juli 2019 leidde Sundberg zijn eerste wedstrijd in de Deense nationale competitie. Tijdens het duel tussen Hobro IK en Randers FC (2–2) trok de leidsman tweemaal de gele en één keer de rode kaart. In Europees verband debuteerde hij op 28 juli 2022 tijdens een wedstrijd tussen Puskás Akadémia en Vitória Guimarães in de tweede voorronde van de UEFA Europa Conference League; het eindigde in 0–0 en Sundberg trok zevenmaal een gele kaart. Zijn eerste interland floot hij op 17 juni 2023, toen Litouwen met 1–1 gelijkspeelde tegen Bulgarije door doelpunten van Edvinas Girdvainis en Marin Petkov. Tijdens deze wedstrijd toonde Sundberg aan twee spelers een gele kaart en Justas Lasickas werd met een directe rode kaart van het veld gestuurd.

## Interlands
| Datum           | Plaats           | Wedstrijd                 | Uitslag | Competitie             | Kreeg geel | Kreeg voor de tweede keer geel en dus rood | Weggestuurd |
| --------------- | ---------------- | ------------------------- | ------- | ---------------------- | ---------- | ------------------------------------------ | ----------- |
| 17 juni 2023    | Kaunas, Litouwen | Litouwen – Bulgarije      | 1 – 1   | EK 2024 kwalificatie   | 2          | 0                                          | 1           |
| 10 oktober 2024 | Riga, Letland    | Letland – Noord-Macedonië | 0 – 3   | Nations League 2024/25 | 3          | 0                                          | 0           |

Laatst bijgewerkt op 17 oktober 2024.